# 6354 Vangelis
6354 Vangelis este o planetă minoră (asteroid), cu un diametru de 7,641 km, din centura de asteroizi. A fost descoperită pe 3 aprilie 1934 la Observatorul Regal al Belgiei⁠(d) de Eugène Joseph Delporte și a fost numită după Vangelis. 
Obiectul prezintă o orbită caracterizată de o semiaxă mare de 2,6561154 UAi, o excentricitate de 0,21701, o înclinație de 24,5542 ° în raport cu ecliptica.